# 三輪タクシー
三輪タクシー（さんりんタクシー）は、三輪自動車を利用したタクシー。
東南アジアから南アジアにかけて多く見られ、南欧などでも普及している。
国によって呼び名は異なり、インドやパキスタンでは「オート・リクシャー」(auto-rickshaw) あるいは「リクシャー」、バングラデシュでは「ベイビータクシー」(baby taxi)、ネパールでは「テンプー」(tempo)、スリランカでは「スリーホイーラー」(three-wheeler)、インドネシアでは「バジャイ」(bajaj)、フィリピンでは「トライシクル」(tricycle)、タイでは自動車タイプは「トゥクトゥク」、オートバイタイプは「サムロー」、ラオスさらにポルトガルなどで「サムロー」と呼ばれている。

## 総説
運賃交渉制のタクシーで、庶民の交通機関としての役割を担っている。同時に都市に流入する労働者の受け皿となる産業でもある。
かつてのサムローやシクロ、ベチャなどの人力車に置き換わる形で1960年代以降に普及した。近年はこれら諸国の近代化に伴い、エアコン付きタクシーが普及してきたことや、都市の大気汚染問題と交通渋滞が深刻になったことなどから、大都市での三輪タクシーの営業は制限を受けたり禁止されたりしていく傾向が見られる。
そこで環境対策を施し、エンジンをより新しい乗用車用に変更したものや電動車となったものも出てきつつある。近年はグアテマラ等の中米諸国やポルトガルなどに導入され、一般車を使うタクシーに比べて車両が安価なため、急速に普及が進んでいる。中米諸国ではインドのバジャージ社の車両が使われるが、タイと同様にトゥクトゥクと呼ばれている。
日本でも埼玉県長瀞町で2020年6月にレンタルが始まったほか、千葉県南房総市で観光客を運ぶ実証実験が予定されている。日本の法令上はサイドカーと同じ「側車付二輪自動車」扱いで、普通運転免許で公道を走行できる。
構造的には大きく分けて、最初から三輪車として設計製造されたものと、オートバイの後輪部分を取り払い三輪車として改造したものがある。三輪自動車の後部に二人乗りの前向きシートを設け、屋根はビニール生地の日除けとなっている。乗客の側面は開放されている。運転席は前席中央にあり、ハンドルはオートバイと同様のバーハンドルである。

## インド圏のオート・リクシャー

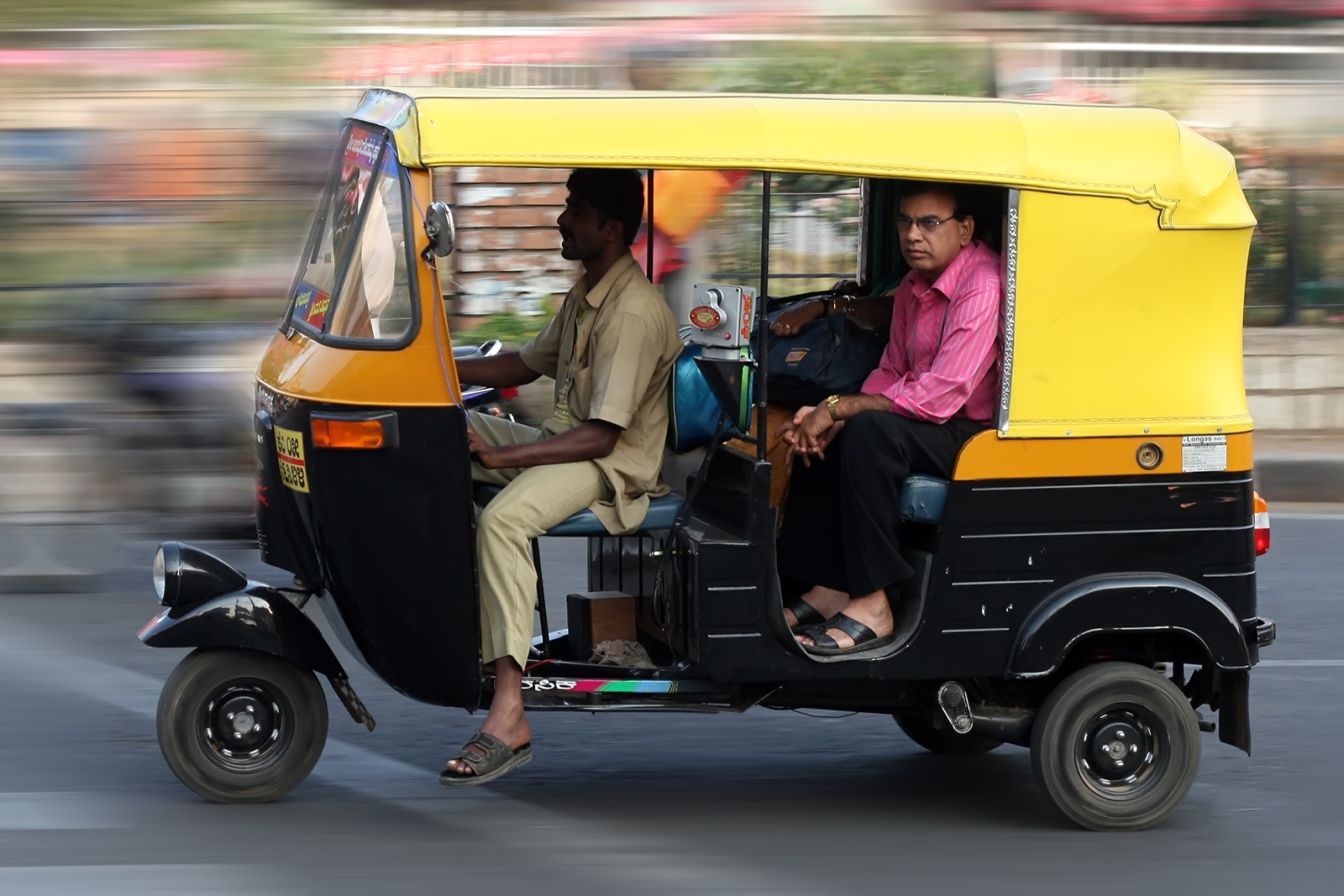
インド・バンガロールのオート・リクシャー

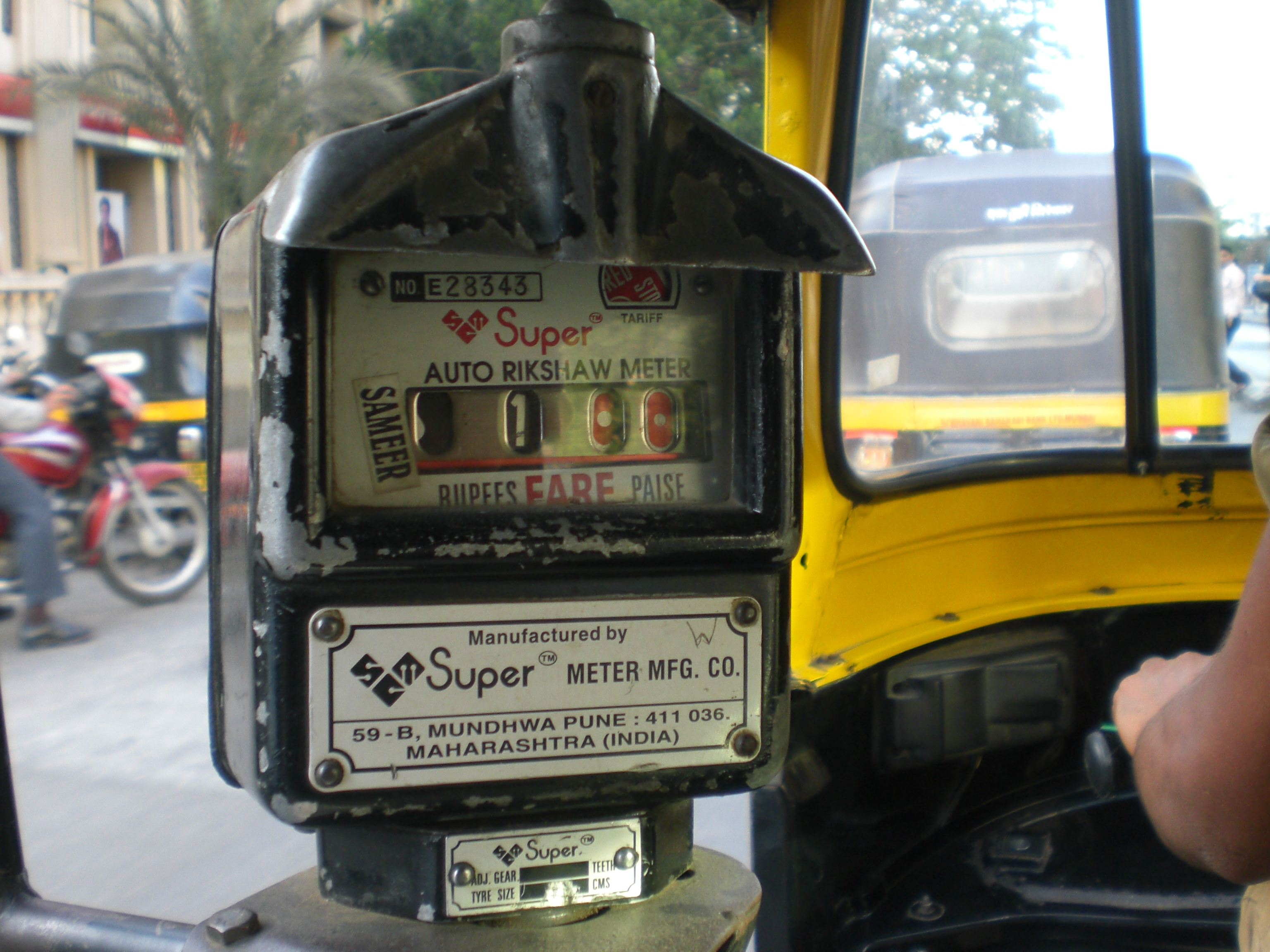
ムンバイでの料金メーター

オート・リクシャー は、インド文化圏、経済圏で普及している軽便な三輪タクシーである。もともと「人力車」を語源とする人力の「リクシャー」があり、それに原動機付きという意味の「オート〜」を前に付けた造語である。バングラデシュのベイビータクシーやネパールのテンプー、スリランカのスリーホイーラー、インドネシアのバジャイは同様の形態である。インドでもムンバイ近郊では大半がメーター制になっている。
タイのトゥクトゥクと比べると車体は一回り小型である。最有力メーカーはインドのバジャージ・オートである。原型となったのは、イタリアのピアジオが生産したベスパカーで、当初から後部に二人乗り座席を設けたモデルが用意されていた。インドで1959年から1974年までライセンス生産され、契約終了後もバジャージのブランドで販売されている。古いタイプは排気ガスが白煙を吐き出す2サイクルエンジンを搭載しており、大気汚染問題の一つとされる。このためデリーやダッカでは2サイクルエンジンを搭載した三輪タクシーの営業が禁止された。現在では排出ガスがクリーンな4サイクルエンジンやCNG（圧縮天然ガス）エンジンを搭載したオート・リクシャーが生産されていて、CNG化されたオート・リクシャーは緑色に塗られている。インドネシアでは液化石油ガス (LPG) エンジンを搭載したものが登場している。
2018年時点では、インドでも主に大都市でUberやOla Cabsと言ったタクシー配車アプリが普及しており、そちらを使ってオートリクシャーを配車することも可能になっている。こちらを利用すると、料金は事前に計算されるため、料金交渉の必要はない。
スリランカの高地では、通常のオート・リクシャーにラジオ放送局とインターネットサービスの機器を搭載したeトゥクトゥクが村々を巡回し、情報提供に活躍している。

## タイのトゥクトゥク
トゥクトゥクはタイで普及している三輪自動車のタクシーであり、三輪自動車として製造された車両を利用している。名前の由来は「トゥクトゥク」と音を立てて走行することによるとする説が有力である。
トゥクトゥクにはナンバープレートがあり、自動二輪車や四輪自動車の運転免許ではトゥクトゥクは運転できない。また。タクシーの営業は法律上タイ国籍者にしか許されていないため、このトゥクトゥクの免許もタイ国籍保有者のみに与えられる。
トゥクトゥクはバンコクなど大都市を中心として主に観光客によって面白みのある移動手段として盛んに利用されている。観光客が利用しようとするとタクシーより割高なのが普通である。高額な料金を吹っ掛けられてトラブルになることがあるため、交渉した金額はメモを取って運転手に確認するなど、証拠を残しておくことが望ましい。隣国のカンボジアではトゥクトゥクに乗車した女性が犯罪に巻き込まれそうになった事案も報道されているため、利用には一定の注意が必要である。
かつては日本から輸入したダイハツのミゼットなどのオート三輪をタクシーに改造した、現在のタイのトゥクトゥクとはデザインの異なるものもあった。日本の郵政省（現・日本郵政グループ）が郵便収集車をダイハツの3輪トラック『ミゼット』から4輪トラックに変えた際に、中古のミゼット（主にバーハンドル仕様のDK/DS型系）をODAとしてタイに並行輸出したのが発端とされ、1965年に日本で三輪自動車生産が許可されなくなり日本での製造が止まってからタイ国内で三輪自動車の生産が本格化したとされる。
- タイ・バンコクのトゥクトゥク
- 斜め後ろから見たトゥクトゥク
- バンコクのトゥクトゥクの車内のアップ

## サムロー
サムロー（รถสามล้อ, アルファベット表記するならsamlor）はタイ語で「3つの車輪」あるいは「三輪車」（オート三輪車）を意味する言葉で、日本では「サムロ」とも言う。自転車やオートバイの車体後部に人力車の客席を接続した形の三輪車を利用して営業するタクシーである。オートバイを基に製作された車両を利用したものはサムロークアン（สามล้อเครื่อง）と呼ばれている。
サムロー専用の免許が用意されている一方で、サムローやサムロークアンにはナンバープレートがなく、登録の必要もない。自転車と同じような扱いを受け、タイでは飲酒検問などもされない。また、バンコク首都高速での運行はできない。
- タイのサムロー
- タイのサムロー
- 1950年代のタイのサムロー

## フィリピンのトライシクル
フィリピンでは、「トライシクル」と呼ばれる三輪タクシーが大量に走っていて、庶民の足として利用されている。定員は運転手を含め4人－7人程度で、大きなバス停の近くにトライシクルのターミナルが設けられていて、満員になると発車する。ルートを巡回する運行形態の場合、乗合料金は13.5ペソ/人で、貸切直行タイプは往路で60ペソ、復路で50ペソである（いずれもマニラ近郊）。100 cc程度の小型オートバイを改造した三輪自動車や、屋根付のサイドカーが利用されているほか、自転車に側車を取り付けたトライシクルもある。
マニラ近郊の大気汚染を緩和する一環として、2011年に電動トライシクルを導入するプロジェクトが行われたが、度重なる水害に巻き込まれたり過酷な使用状況から1年程度の間に半数近くが故障した。2013年からは、アジア開発銀行の協力を得ながら5億ドルの費用を投入して、2016年までに10万台を投入する計画が進められている。日本のベンチャー企業トリトンEVテクノロジー（その後渦潮電機（現・BEMAC）が吸収合併）、テラモーターズの二社が相次いでフィリピン向け電動三輪タクシーの開発生産を発表した。2019年には、渦潮電機がフィリピン政府がから受注した電動三輪タクシー3,000台を納入した。
- トライシクル（側車タイプ）
オーソドックスな乗客定員4人のタイプ
- 乗客定員6人のトライシクル（側車タイプ）
- 乗客定員6人のトライシクル（三輪車タイプ）

## 中国

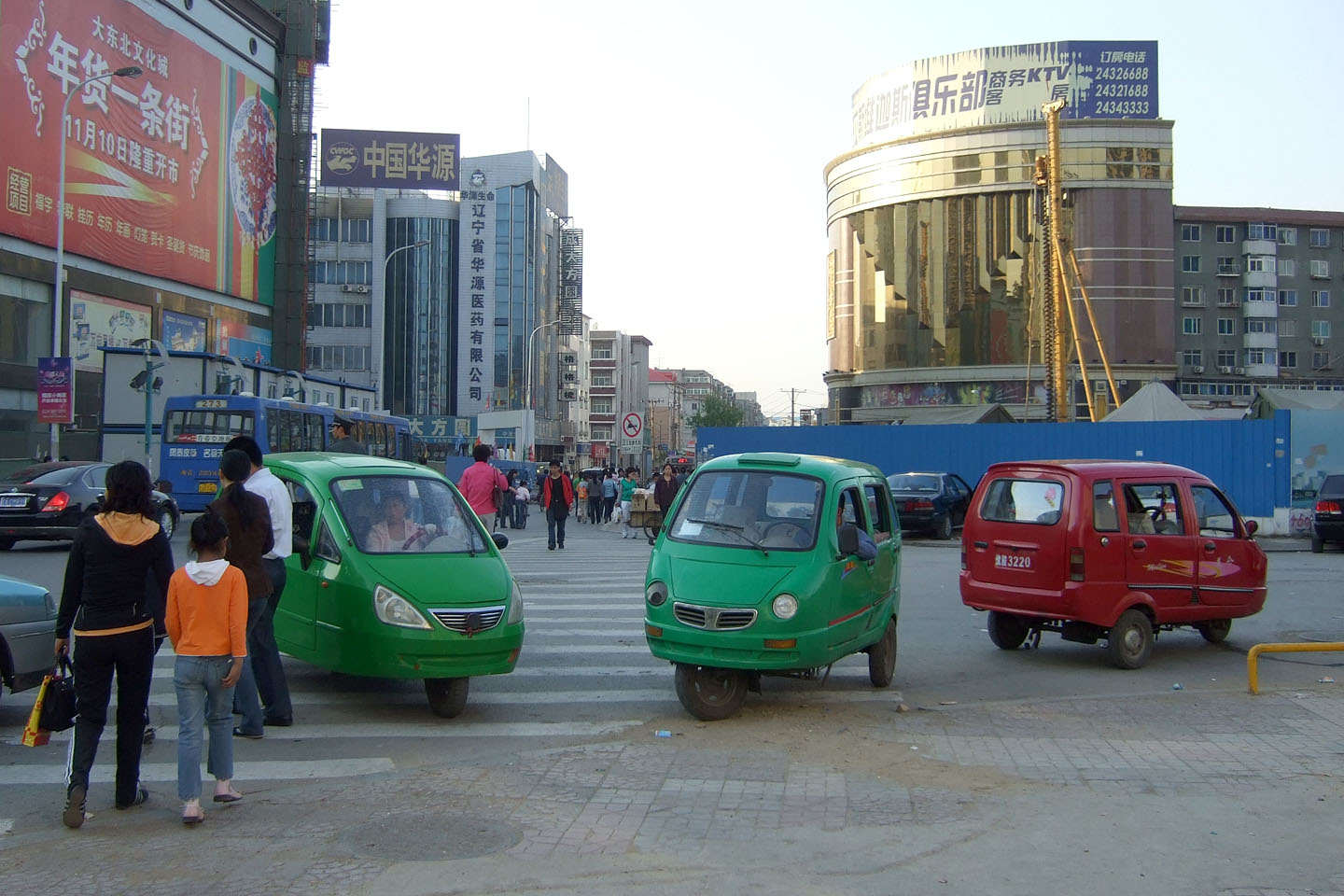
中国・瀋陽の三輪タクシー（2007年5月）

中国の地方都市では現在も三輪タクシーが利用されている。
国土が広大なため、地方によってその外見も多様である。

## 日本
日本では1949年（昭和24年）ごろから大阪を中心に「半タク」と呼ばれる三輪タクシーがあった。戦前の半円タクシーから名称を流用しているが、料金は一般タクシーの80円に対し50円であった。
タイのトゥクトゥク車両の日本への輸入
タイでトゥクトゥクとして利用されている三輪自動車を日本に輸入、販売する業者もある。日本ではタクシーとして営業することはできないが、日本の法規基準を満たすべく改造され、公道走行が可能な自家用車として登録されている。トライクと同様に、道路運送車両法では側車付二輪自動車として扱われ、道路交通法では普通自動車に準ずるものとなっている。そのため、普通自動車表記の運転免許証（AT限定含む）保有で運転できるほか、ヘルメットの装着は不要、高速道路での走行も可能である。2016年（平成28年）6月時点、日本国内で400台ほどが販売されている。

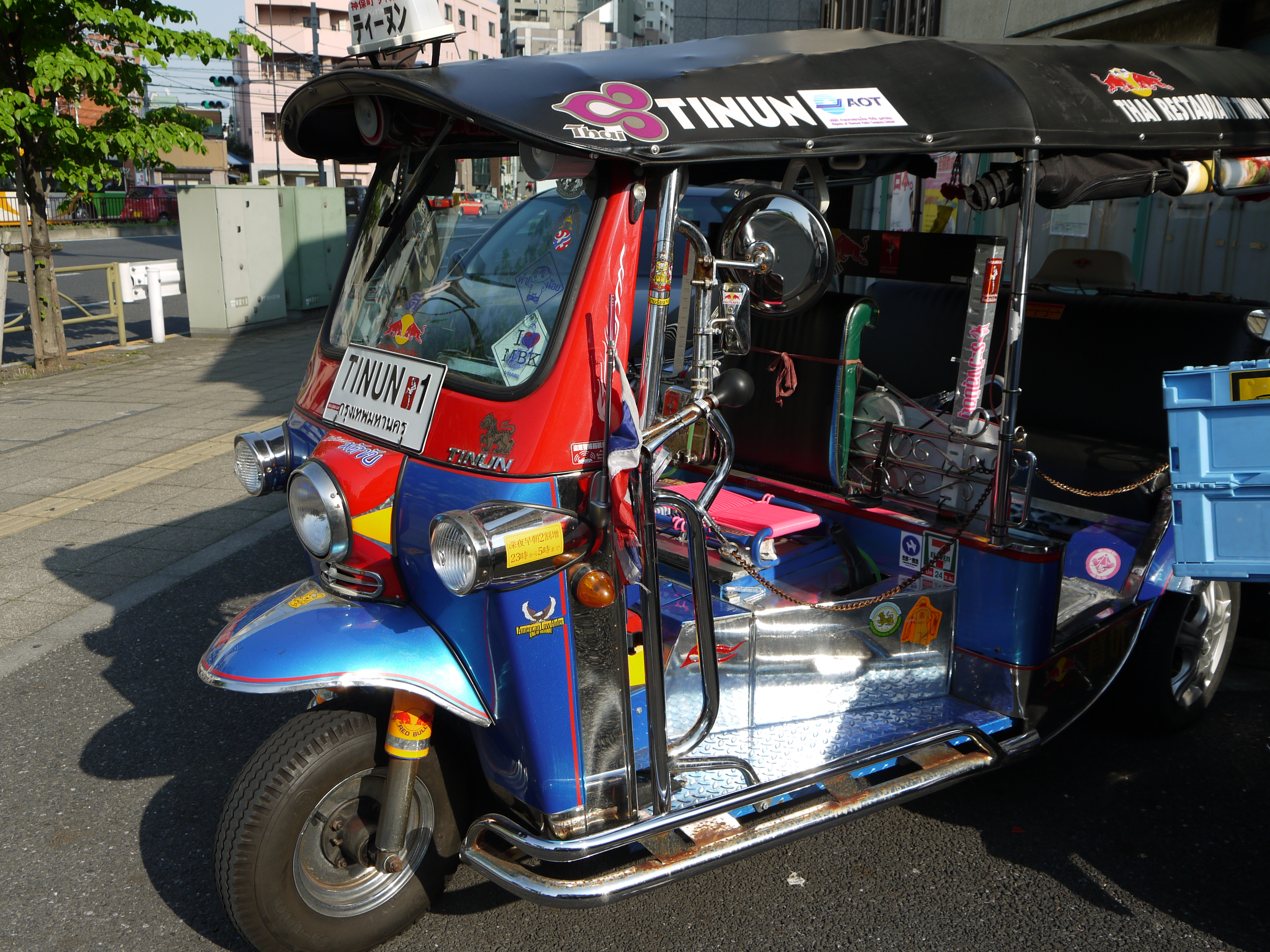
東京都内のタイ料理店で使われているトゥクトゥク
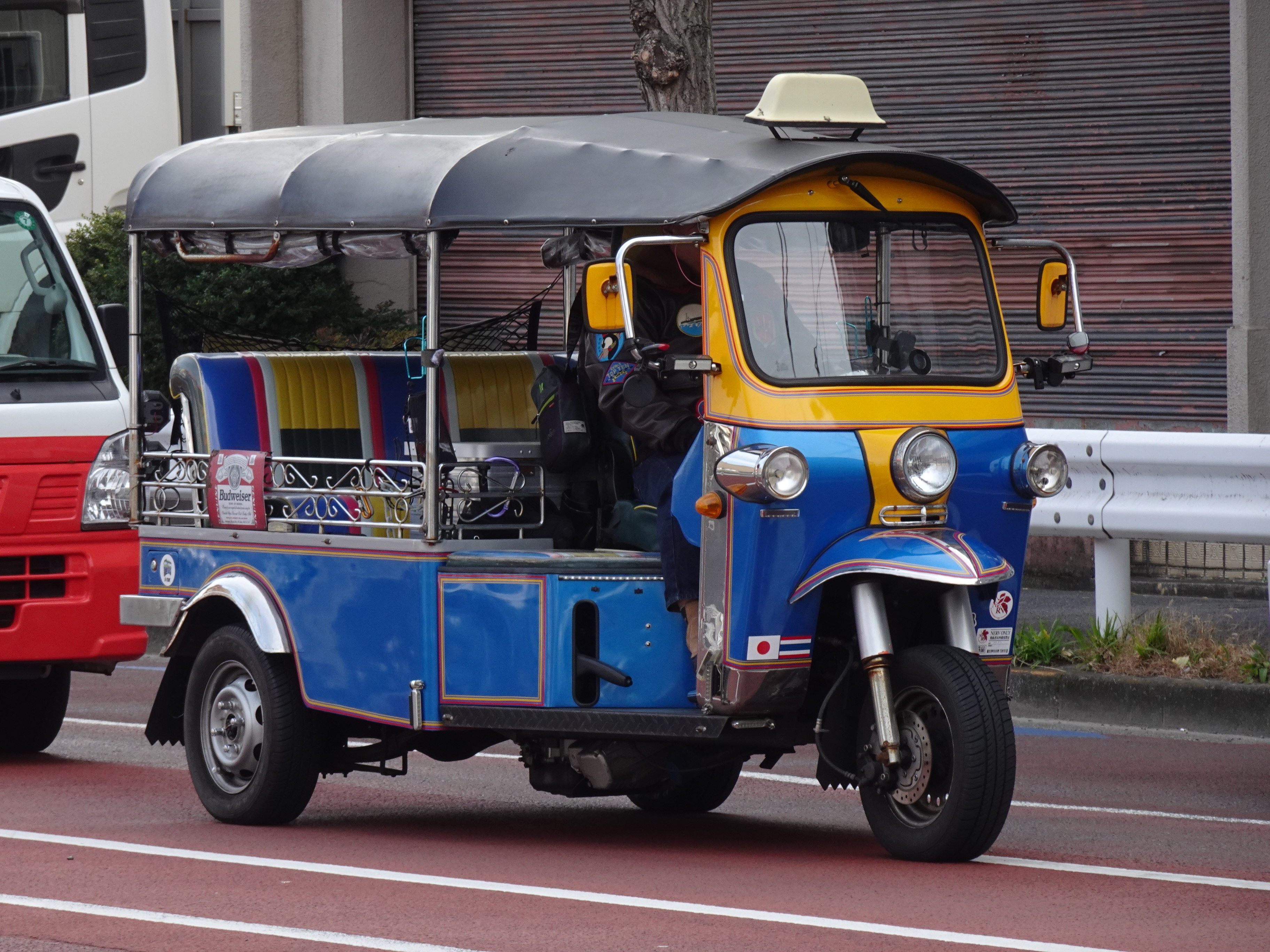
神奈川県の川崎市内を走行するトゥクトゥク